# Sporn-Fritillarie
Die Sporn-Fritillarie (Fritillaria stenanthera) ist eine Pflanzenart aus der Gattung der Fritillaria in der Familie der Liliengewächse (Liliaceae).

## Beschreibung

### Vegetative Merkmale
Die Sporn-Fritillarie ist eine ausdauernde krautige Pflanze, die Wuchshöhen von 10 bis 18 Zentimetern erreicht. Dieser Geophyt bildet Zwiebeln als Überdauerungsorgane aus. Die Laubblätter sind glänzend grün. Die zwei untersten Laubblätter sind (fast) gegenständig, elliptisch bis länglich-lanzettlich und viel größer als die lineal-lanzettlichen oberen.

### Generative Merkmale
Die Blütezeit reicht von März bis April. Selten meist vier bis acht (ein bis zehn) Blüten stehen in einem traubigen Blütenstand zusammen. Die zwittrigen Blüten sind dreizählig. Die sechs Perigonblätter sind 10 bis 18 Millimeter lang, schmutziglila und haben dunkelviolette Nerven. Die Blütenhüllblätter sind nach außen gebogen, wodurch die Blüten trichterförmig bis fast radförmig sind.
Die Kapselfrucht ist 10 bis 15 Millimeter breit.
Die Chromosomenzahl beträgt 2n = 24.

## Vorkommen
Die Sporn-Fritillarie gedeiht in Mittelasien im westlichen Tian Shan und im Alai-Gebirge in Höhenlagen von 1000 bis 2000 Metern.

## Taxonomie
Die Erstbeschreibung unter dem Namen (Basionym) Rhinopetalum stenantherum erfolgte 1873 durch Eduard August von Regel in Trudy Imperatorskago S.-Peterburgskago Botaničeskago Sada, 3, S. 204. Die Neukombination zu Fritillaria stenanthera (Regel) Regel wurde 1883 ebenfalls durch Eduard August von Regel in Trudy Imperatorskago S.-Peterburgskago Botaničeskago Sada, 8, S. 652 veröffentlicht.

## Nutzung
Die Sporn-Fritillarie wird selten als Zierpflanze in Steingärten genutzt.